# 戴尔Precision
戴尔Precision是戴尔推出的工作站\移动工作站产品系列，适用于专业人士，或用作小型企业服务器。

## 3000、5000、7000 系列（2015 年至今）
戴尔于2013年8月发布了3000系列、5000系列和7000系列的Dell Latitude笔记本电脑 。2015年10月，戴尔发布了上述系列的第一代Precision移动工作站，型号分別为3510、5510、7510和7710。